# François Blanchy
François Blanchy (Bordeaux, 12 de Dezembro de 1886 - Saint-Jean-de-Luz, 2 de Outubro de 1960) foi um tenista francês.
Ganhador de um torneio de Roland Garros em 1923.

## Grand Slam finais

### Simples: 2 (1–1)
| Resultado | Ano  | Campeonato       | Piso   | Oponente       | Placar             |
| Vice      | 1910 | Aberto da França | Grama  | Maurice Germot | –                  |
| Campeão   | 1923 | Aberto da França | Saibro | Max Decugis    | 1–6, 6–2, 6–0, 6–2 |